# Bob O'Malley
Bob O'Malley est un personnage de fiction du feuilleton télévisé Grand Galop. Il est interprété par l'acteur James O'Dea à partir de la saison 2.

## Le personnage
Bob est le palefrenier du Pin creux. Mais tout comme Mme Reg, il participe activement à la vie au Pin Creux en plus de son travail quotidien. Depuis toujours, Kristi est amoureuse de lui et ne manque pas une occasion d'être à ses côtés soit pour l'aider, soit pour tenter de l'inviter. Mais Bob, lui, tombe sous le charme de Dorothée Doutey, la jeune championne française qui séjourne au Pin creux. Malgré les différences sociales et leur pays éloignés qui leur font obstacle, le garçon d'écurie va tout faire pour se rapprocher d'elle. Bob est également musicien à ses heures et joue de la guitare dans un groupe qu'il a formé avec ses amis. Son ami Jake lui rendra souvent visite et tombera sous le charme de Deborah, femme de Max. Malgré son faible pour Dorothée, elle devra malheureusement partir pour les JO (jeux olympiques) ce qui lui brisera le cœur. Il réalisera néanmoins le rêve de Kristi, danser un slow avec elle. 
Il est interprété par Nathan Phillips (saison 1) et ensuite par James O'Dea (saison 2).